# Плъхове
Плъховете (Rattus) са род мишевидни гризачи. Дължина до 30 cm, 100 вида, главно в тропическите области на Азия и Африка, разселени по цялата суша. В България се срещат два вида (черен и сив). Раждат 2 – 4 пъти годишно по 6 – 10 до 17 малки. Хранят се както с растителна, така и с животинска храна.

## Особености и значение на плъховете
Плъховете са много упорити и неприятни вредители в редица стопански области. Причината за разпространението е високата им устойчивост като биологичен вид и лесното приспособяване към съществуващата природна среда.
Имат отлично развити физически умения за скачане, плуване, копаене, катерене и могат да паднат от височина 15 м., без да пострадат или да се наранят сериозно. Могат да извършват скокове до 90 см вертикално и 120 см хоризонтално. Някои видове плъхове могат да изкопаят без спиране дупка с дълбочина 90 см. директно в земята.
Плъховете имат способността да се катерят по ел. кабели, въжета, дървета и храсти, за да стигнат до покрив. Могат да изкачат почти всяка вертикална повърхност, като тухли, метални листи, дърво или бетон и да бягат по хоризонтални тръби, съоръжения и канали. Умеят да се катерят до 35 см по гладки, вертикални стени. Могат също да се изкачват по външната страна на вертикални тръби с диаметър 8 см. Плъховете се катерят безпроблемно по широки тръби, прикрепени за сгради, задържайки се за стената, а и се изкачват във вътрешността на такива с диаметър 4 – 9 см.
Сивите плъхове могат да плуват без спиране до 800 м. в открити води, през водопроводни тръби с клапи и канализация при силно съпротивление от въздушни и водни течения. Могат да изгризат без проблем ред здрави материали, включително алуминиева ламарина, твърдо дърво, гума, пластмаса и бетонен блок.

### Земеделие
Плъховете увреждат и унищожават както посевите на полето, така и зърнени храни в складовите помещения.

### Животновъдство
Плъховете увреждат и унищожават фуражите, и пренасят редица заразни болести по домашните животни.

### Здравеопазване
Плъховете пренасят много опасни заразни и паразитни болести – в миналото са били основният преносител на чумата. Те обитават места, близки до ресурси на храна и вода, затова, независимо от подвида, повечето от тях предпочитат живот около хората, които им осигуряват изобилни източници на препитание. С годините се обособява дори терминът градски плъх, тъй като въпросният е резултат от удобните условия за подслон и храна, налични в градските сгради.